# Benjamin Vulliamy
Benjamin Vulliamy (1747 – 1811) è stato un orologiaio britannico responsabile della costruzione dell'Orologio Regolatore, che, tra il 1780 e il 1884, era il regolatore ufficiale dell'orario a Londra.

## Biografia

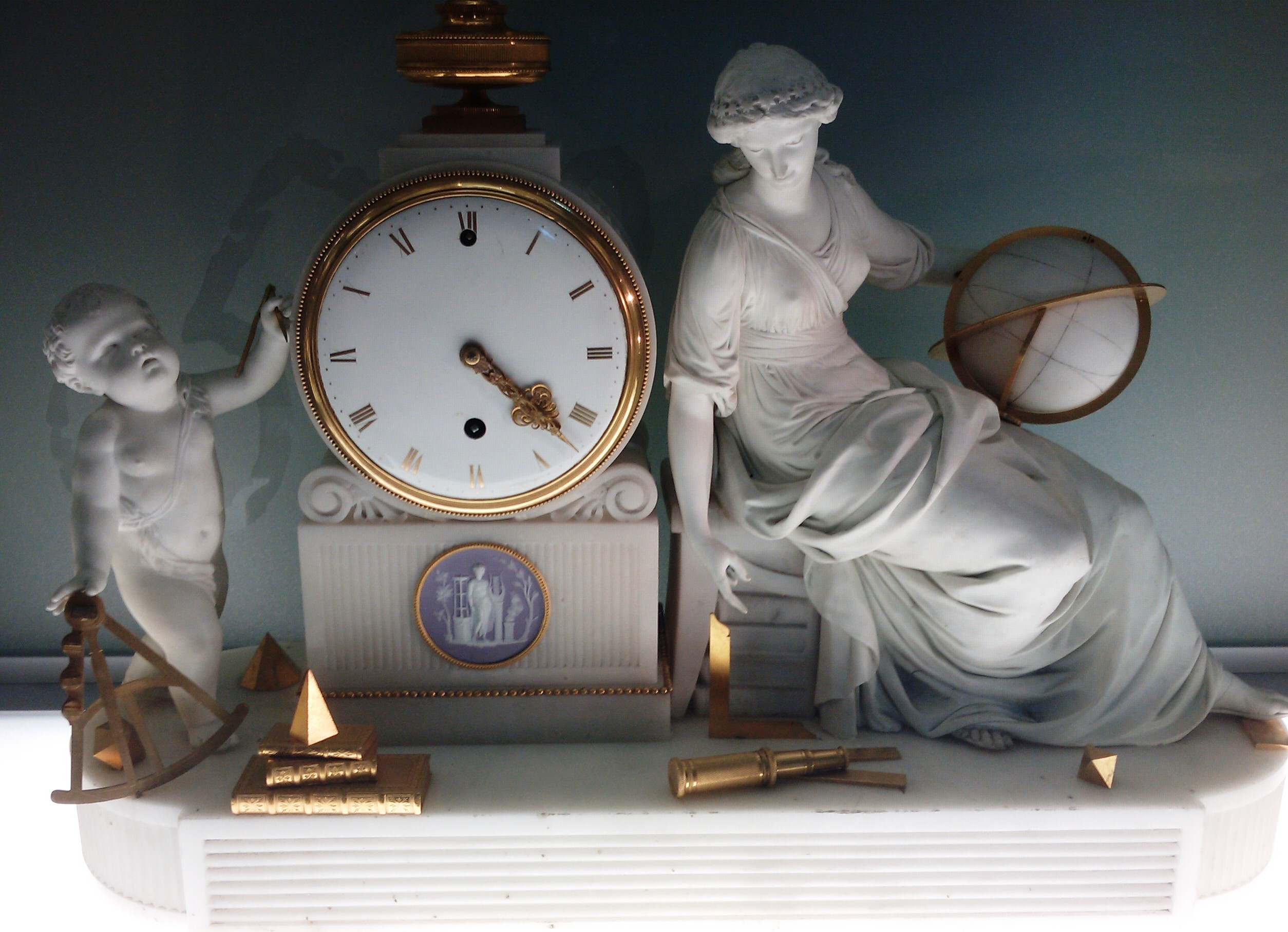
Un orologio Vulliamy combinato con una porcellana di Derby, ora nel Derby Museum

Benjamin Vulliamy era il figlio di Justin Vulliamy, un orologiaio di origine svizzera, che si era trasferito a Londra intorno al 1730. Justin divenne socio di Benjamin Gray, un orologiaio che lavorava nel Pall Mall, e sposò Maria, figlia dello stesso, con il quale ebbe Benjamin. Justin successe al suocero negli affari e dal 1780 vi cooptò anche il figlio Benjamin (dando vita alla Vulliamy & Son). Padre e figlio lavorano insieme fino alla morte di Justin, il 1º dicembre 1797.
Fin dalla tenera età, Vulliamy aveva mostrato interesse a portare avanti la carriera di suo padre. Da adulto cominciò a guadagnarsi la reputazione di bravo costruttore di orologi da camino, orologi decorativi che ornavano le sale delle case dell'alta società (oggi alcuni di essi si possono trovare presso il Derby Museum and Art Gallery). Il suo talento gli valse un Royal Appointment nel 1773, attraverso il quale ottenne anche una dotazione di 150 sterline l'anno come “Orologiaio del Re” (King's Clockmaker); esisteva anche una carica similare, “Orologiaio Reale” (Royal Watchmaker) allora detenuto da George Lindsay. Il re Giorgio III, appassionato di orologi e dispositivi meccanici, era già stato mecenate di Justin Vulliamy, ma solo Benjamin ricevette questo onore significativo.
Intorno al 1780 Vulliamy fu incaricato di costruire l'Orologio Regolatore, il principale cronometro del Regio Osservatorio di Kew, che servì come Primo Meridiano e fu responsabile per l'orario ufficiale di Londra fino al 1884, quando quello di Greenwich assunse entrambi i ruoli.
Nel 1780 nacque Benjamin Lewis Vulliamy, e fu l'ultimo della famiglia ad occuparsi di orologeria. Nessuno dei suoi discendenti infatti continuò il suo lavoro, anche se suo figlio, Lewis, fu un famoso architetto.

## Gli orologi Vulliamy
Gli orologi Vulliamy erano di notevole valore e rappresentavano il culmine della tecnologia all'epoca. Un orologio Vulliamy è stato presentato all'imperatore cinese Qianlong da parte della missione diplomatica di George Macartney a Pechino nel 1793. Gli Orologi Vulliamy sono stati combinati con figure in fine porcellana per creare manufatti che combinassero scienza ed arte. Se i progetti globali erano opera di Vulliamy, per creare le figurine (che erano influenzate dal design contemporaneo francese) venivano impiegati premiati scultori come John Deare. La famiglia Vulliamy utilizzò la Royal Crown Derby per le figurine di porcellana. Vulliamy inoltre subappaltava gran parte della produzione degli orologi ad abili artigiani mantenendo per sé solo la supervisione ed i ritocchi finali prima della vendita.